# Aborto en Florida
El aborto en el estado estadounidense de Florida, es generalmente ilegal después de seis semanas desde el último período menstrual de la mujer, cuando muchas mujeres aún no saben que están embarazadas.Esta ley entró en vigor en mayo de 2024, siendo aprobada por el gobernador republicano Ron DeSantis tras su aprobación en la Cámara de Representantes de Florida y el Senado de Florida, con solo legisladores estatales republicanos a favor y solo legisladores estatales demócratas en contra. Además, las mujeres embarazadas generalmente deben hacer dos visitas a un centro médico con 24 horas de diferencia para poder obtener un aborto, en una ley aprobada por el gobernador republicano Rick Scott en 2015.
Las excepciones a la prohibición del aborto a partir de las 6 semanas de edad gestacional (desde el último período menstrual) son las siguientes: (1) dentro de las 15 semanas de edad gestacional, si la mujer puede aportar pruebas, mediante documentación médica u oficial, de que el embarazo se debe a una violación, incesto o trata de personas; (2) antes del tercer trimestre, si dos médicos certifican una anomalía fetal mortal; y (3) en cualquier momento, con la certificación de un médico o médicos, «para salvar la vida de la mujer embarazada o evitar un riesgo grave de deterioro físico sustancial e irreversible de una función corporal importante de la mujer embarazada que no sea una condición psicológica». Las excepciones al período de espera de 24 horas requieren pruebas, mediante documentación médica u oficial, de que el embarazo se debe a una violación, incesto, violencia doméstica o trata de personas.
De 1868 a 1972, la ley del aborto en Florida establecía que el aborto era ilegal a menos que fuera "necesario para preservar la vida de la madre", pero en 1972 la Corte Suprema de Florida dictaminó que esta ley era inconstitucionalmente vaga, lo que llevó a su derogación. En 1973, la Corte Suprema de los Estados Unidos dictó sentencia en el caso Roe v. Wade, consagrando el aborto como un derecho constitucional en todo Estados Unidos, hasta que en 2022 la Corte Suprema de los Estados Unidos decidió, durante el caso Dobbs v. Jackson Women's Health Organization, revocar el caso Roe v. Wade, devolviendo el poder de regular el aborto a las legislaturas estatales.
En 1989, la Corte Suprema de Florida dictaminó que la disposición de la Constitución de Florida sobre el «derecho a estar solo y libre de la intrusión gubernamental en su vida privada» se extendía a la elección de una mujer de abortar. En abril de 2024, la Corte Suprema de Florida revocó su decisión de 1989 y, en su lugar, dictaminó que la Constitución de Florida no confiere el derecho al aborto, lo que permitió que la prohibición del aborto a las 15 semanas siguiera vigente. La decisión de la Corte también permitió que la prohibición del latido del corazón embrionario entrara en vigor 30 días después de la sentencia.En una opinión simultánea, la Corte Suprema también aprobó la Enmienda 4 de Florida para proceder a la votación de noviembre de 2024, que consagraría un derecho constitucional al aborto antes de la viabilidad fetal y después de la viabilidad cuando sea necesario para proteger la salud del paciente según lo determine su proveedor de atención médica.

## Historia

### 1868–1972
La primera ley sobre el aborto en Florida se implementó en 1868 y duró hasta 1972; establecía:

Aborto: Toda persona que administre a una mujer embarazada de un niño prematuro cualquier medicamento, droga o sustancia, o utilice o emplee cualquier instrumento u otro medio, con la intención de destruir a dicho niño, a menos que el mismo haya sido necesario para preservar la vida de dicha madre, o haya sido aconsejado por dos médicos que es necesario para tal propósito, en caso de que se produzca la muerte de dicho niño o de dicha madre, será considerada culpable de homicidio.

Realización de un aborto; castigo: Quien con la intención de provocar el aborto de una mujer le administre ilegalmente, o le aconseje o prescriba, o haga que ella ingiera, cualquier veneno, droga, medicamento u otra cosa nociva, o utilice ilegalmente cualquier instrumento u otro medio con la misma intención, o con la intención de ayudar o asistir en ello, será castigado, si la mujer no muere como consecuencia de ello, con prisión en la prisión estatal que no exceda de siete años, o con multa que no exceda de mil dólares.

Entre 1868 y 1972, los tribunales de apelaciones de Florida solo informaron sobre siete casos legales relacionados con el aborto; un intento de declarar inconstitucional la ley del aborto fue rechazado en 1963 en el caso Carter v. State.En febrero de 1972, durante el caso Estado v. Barquet, la Corte Suprema de Florida declaró que la ley del aborto era inconstitucional, debido a que la frase «a menos que la misma haya sido necesaria para preservar la vida de dicha madre» era demasiado vaga, y la opinión de la corte establecía que «el deber y el juicio de un médico, la necesidad y el bienestar del paciente y los derechos de ambos no pueden estar sujetos a una legislación indefinida, incierta, vaga o irrazonable». Por ello, la ley del aborto fue derogada ese año.
En abril de 1972, la legislatura de Florida implementó una nueva ley sobre el aborto, basada en el Código Penal Modelo de 1962 del Instituto de Derecho Americano.Partes de la ley son las siguientes:

Será ilegal interrumpir el embarazo de un ser humano a menos que el embarazo sea interrumpido en un centro aprobado por un médico que certifique por escrito que: (a) Hasta un grado razonable de certeza médica, la continuación del embarazo perjudicaría sustancialmente la vida o la salud de la mujer; (b) Existe un riesgo sustancial de que la continuación del embarazo resulte en el nacimiento de un niño con un defecto físico o mental grave; o (c) Existe causa razonable para creer que el embarazo fue resultado de una violación o incesto.

### 1973–2022
En enero de 1973, la Corte Suprema de los Estados Unidos decidió el caso Roe v. Wade, reconociendo el aborto como un derecho constitucional bajo la ley federal, afectando así a Florida.En su dictamen, la Corte Suprema creó el marco trimestral para regular el aborto. Durante el primer trimestre, cuando se creía que el procedimiento era seguro o más seguro que el parto, la Corte Suprema dictaminó que un gobierno estatal no podía imponer restricciones a la capacidad de las mujeres de elegir abortar embarazos, salvo imponer garantías médicas mínimas, como exigir que los abortos fueran realizados por médicos autorizados.A partir del segundo trimestre, la Corte Suprema dictaminó que la evidencia de riesgos crecientes para la salud de la mujer embarazada otorgaba a los estados un interés imperioso que les permitía promulgar regulaciones médicas sobre los procedimientos de aborto siempre que fueran razonables y "específicamente adaptadas" a la protección de la salud de las madres. A partir del tercer trimestre (el momento en el que el feto se vuelve viable gracias a la tecnología médica disponible a principios de los años 1970), la Corte Suprema dictaminó que el interés de un estado en proteger la vida prenatal se volvía tan imperioso que podía prohibir legalmente todos los abortos excepto cuando fueran necesarios para proteger la vida o la salud de la madre.
En 1989, la Corte Suprema de Florida dictaminó en el caso In re: TW que la ley de Florida que requería que las mujeres menores de edad obtuvieran el consentimiento de sus padres para poder abortar, había violado la disposición de la Constitución de Florida de que los ciudadanos tenían el "derecho a estar solos y libres de la intrusión gubernamental en su vida privada".La Corte Suprema de Florida declaró que "la disposición de privacidad de Florida está claramente implicada en la decisión de una mujer de continuar o no su embarazo... Podemos concebir pocas decisiones más personales o privadas sobre el propio cuerpo que las que una persona pueda tomar en su vida"; esto se aplicaba a los menores porque la cláusula de privacidad de la Constitución de Florida se extendía a "toda persona natural".
Florida fue uno de los diez estados que en 2007 contaba con una disposición de consentimiento informado consuetudinario para los abortos.Los proveedores de abortos debían mostrar a las mujeres ecografías de su feto antes de permitirles abortar.En 2013, la Ley de Regulación Focalizada de Proveedores de Abortos (TRAP, por sus siglas en inglés) se aplicó también a los abortos inducidos médicamente.
En abril de 2015, la legislatura de Florida controlada por los republicanos aprobó un proyecto de ley (HB 633) para exigir que las mujeres embarazadas realicen dos visitas a un centro médico con 24 horas de diferencia para poder obtener un aborto; en la Cámara de Representantes de Florida, la mayoría de los republicanos de la Cámara apoyaron el proyecto de ley, mientras que la mayoría de los demócratas de la Cámara se opusieron al proyecto de ley; en el Senado de Florida, solo los republicanos de la Cámara apoyaron el proyecto de ley, y solo los demócratas del Senado se opusieron al proyecto de ley.El gobernador republicano de Florida, Rick Scott, convirtió el proyecto en ley en junio de 2015, y entró en vigor en julio de 2015.Se permitieron excepciones al período de espera de 24 horas si las mujeres podían presentar documentación médica u oficial de que el embarazo se debía a violación, incesto, violencia doméstica o trata de personas.
La ley del período de espera de 24 horas fue impugnada en los tribunales por la Unión Estadounidense por las Libertades Civiles de Florida y el Centro de Derechos Reproductivos, lo que llevó al juez principal del circuito del condado de Leon, Charles Francis, a bloquear la ley justo antes de que entrara en vigor, ya que "el tribunal no tiene pruebas frente a él" para determinar que la ley "no es una carga adicional al derecho a la privacidad de la mujer".La decisión del tribunal inferior fue revocada en febrero de 2016 por el Tribunal de Apelaciones del Primer Distrito de Florida, que levantó el bloqueo de la ley.En abril de 2016, la Corte Suprema de Florida restableció el bloqueo temporal de la ley mientras consideraba el caso.En febrero de 2017, la Corte Suprema de Florida dictaminó (en el caso de Gainesville Woman Care, LLC vs. Estado de la Florida) que la ley era "presuntamente inconstitucional", ya que "el estado interfiere de manera inadmisible con el derecho fundamental a la privacidad de las mujeres", y el estado hasta el momento "no ha presentado evidencia de un interés estatal imperioso"; sin embargo, este fallo no resultó en el final del caso legal, que fue enviado de regreso a tribunales inferiores.

### 2022-presente
En diciembre de 2021, la Corte Suprema de los Estados Unidos escuchó argumentos orales en el caso Dobbs v. Jackson Women's Health Organization, donde los jueces parecieron apoyar la adopción de medidas contra Roe v. Wade.Previendo que la Corte Suprema de los Estados Unidos pronto fallaría en contra del caso Roe v. Wade, varios estados, incluidos Florida, Idaho y Oklahoma, comenzaron a tomar medidas para implementar una legislación que restringiría los abortos.
Con los republicanos aún controlando la legislatura de Florida, el proyecto de ley para reducir la mortalidad fetal e infantil (HB 5) fue aprobado por la Cámara de Representantes de Florida en febrero de 2022, luego aprobado por el Senado de Florida en marzo de 2022, ambos con solo legisladores estatales republicanos a favor y solo legisladores estatales demócratas en contra, y luego firmado como ley por el gobernador republicano de Florida, Ron DeSantis, en abril de 2022.La ley redefinió la "gestación" como "calculada a partir del primer día del último período menstrual de la mujer embarazada", y luego declaró que el aborto sería ilegal (con excepciones) en Florida si un "médico determina que la edad gestacional del feto es más de 15 semanas".Se permitieron excepciones a la prohibición del aborto en casos de "salvar la vida de la mujer embarazada", o "evitar un riesgo grave de deterioro físico sustancial e irreversible de una función corporal importante" de la mujer embarazada, o si el feto tiene una "anomalía fetal fatal".
En abril de 2022, el caso Gainesville Woman Care, LLC v. State fue resuelto por la jueza del Tribunal de Circuito del Condado de Leon, Angela Dempsey, que dictaminó como constitucional la ley de Florida que requiere que las mujeres embarazadas esperen 24 horas después de su consulta médica inicial para poder obtener un aborto.
En junio de 2022, la Corte Suprema de los Estados Unidos dictó sentencia en el caso Dobbs v. Jackson Women's Health Organization, revocando tanto Roe v. Wade como Planned Parenthood v. Casey y, por tanto, devolviendo el poder de regular el aborto a las legislaturas estatales.
La HB 5 enfrentó un escrutinio legal cuando un juez estatal decidió bloquear la aplicación de la ley el 5 de julio de 2022, al dictaminar que la Constitución de Florida garantizaba el derecho a la privacidad y que la ley era inconstitucional. El estado de Florida apeló la decisión ante la Corte Suprema de Florida, manteniendo así la ley vigente mientras se decidía el caso.El 1 de junio de 2022, la Unión Estadounidense por las Libertades Civiles (ACLU), la ACLU de Florida, el Centro de Derechos Reproductivos, Planned Parenthood Federation of America y el bufete de abogados Jenner & Block presentaron Planned Parenthood of Southwest and Central Florida, et al. v. State of Florida, et al., una demanda en nombre de los proveedores de atención médica de Florida.El 23 de enero de 2023, la Corte Suprema de Florida aceptó una solicitud para escuchar los argumentos del peticionario contra el Proyecto de Ley de la Cámara de Representantes 5 (HB 5).
La Ley de Protección del Latido del Corazón del estado de la Florida (SB 300) fue aprobada por la Cámara de Representantes y el Senado de Florida y luego firmada como ley por el gobernador Ron DeSantis, todo en abril de 2023.El proyecto de ley de 2023 establece que el aborto sería ilegal (con excepciones) en Florida si un "médico determina que la edad gestacional del feto es más de 6 semanas".Muchas mujeres aún no saben que están embarazadas cuando el feto tiene una edad gestacional de 6 semanas desde el último período menstrual de la mujer.
Hay cuatro excepciones a la prohibición del aborto a partir de las seis semanas de edad gestacional.
1. "En el momento en que la mujer programa o llega a su cita para obtener el aborto", si puede dar evidencia usando "orden de restricción, informe policial, historial médico u otra orden judicial o documentación" de que su embarazo se debe a "violación, incesto o trata de personas", entonces un aborto puede llevarse a cabo legalmente hasta una edad gestacional de 15 semanas.[54]
2. Antes del tercer trimestre, dos médicos “certifican por escrito que, según un criterio médico razonable, el feto tiene una anomalía fetal fatal”.[54]
3. Dos médicos “certifican por escrito que, según un criterio médico razonable”, que el aborto “es necesario para salvar la vida de la mujer embarazada o evitar un riesgo grave de deterioro físico sustancial e irreversible de una función corporal importante de la mujer embarazada que no sea una condición psicológica”.[54]
4. Un médico "certifica por escrito que, según un criterio médico razonable, existe una necesidad médica de procedimientos médicos de emergencia legítimos" para llevar a cabo el aborto "para salvar la vida de la mujer embarazada o evitar un riesgo grave de deterioro físico sustancial e irreversible de una función corporal importante de la mujer embarazada que no sea una condición psicológica, y otro médico no está disponible para la consulta.[55]

El 1 de abril de 2024, la Corte Suprema de Florida confirmó la HB 5, lo que permitió que la prohibición del aborto a las 15 semanas de gestación siguiera vigente y que la prohibición del aborto a las 6 semanas entrara en vigor 30 días después de la sentencia. La Corte Suprema de Florida también revocó su precedente, que dictaminó que el Artículo 1, Sección 23 de la Constitución de Florida protegía el derecho de la mujer a un aborto.
La prohibición del aborto en Florida, a partir de seis semanas desde el último período menstrual de la mujer embarazada, con excepciones, entró en vigor el 1 de mayo de 2024.En el momento en que la prohibición entre en vigor, el estado más cercano con restricciones más laxas al aborto es Carolina del Norte, que permite abortos hasta las 12 semanas, pero tiene un período de espera de 72 horas; para abortos después de las 12 semanas, los siguientes estados más cercanos serían Virginia o Illinois.

#### Crisis sanitarias
En 2022, dos mujeres de Florida, que se habían sometido a un tratamiento de fertilidad, sufrieron una rotura prematura de membranas (PPROM) antes de que pudieran ser viables en el segundo trimestre. El estándar de atención en tales situaciones es inducir el parto o interrumpir quirúrgicamente el embarazo; según The Washington Post, antes de Dobbs, los médicos de todos los estados habrían ofrecido ese procedimiento, pero ambas mujeres fueron enviadas a casa y ambas desarrollaron complicaciones graves, incluidas algunas que amenazaron su fertilidad futura. La senadora estatal Erin Grall, que patrocinó tanto la HB5 como la SB300, acusó a los médicos de malinterpretar intencionalmente el proyecto de ley en tales casos por razones políticas.

### Historial clínico

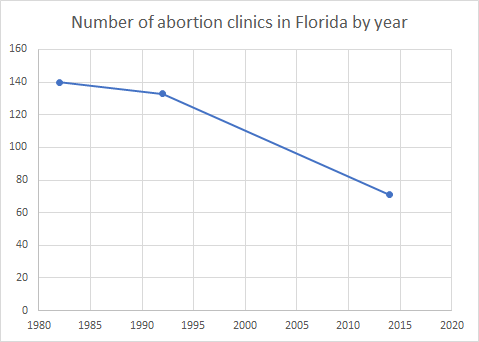
Número de clínicas de aborto en Florida por año

Byllye Avery abrió la primera clínica de abortos en Florida en Gainesville. La clínica tenía alfombras azules de pelo largo, lo que para muchas mujeres de esa época les brindaba comodidad, ya que demostraba que el aborto no sería un asunto sangriento, ya que requería pisos de baldosas fáciles de limpiar.Entre 1982 y 1992, el número de clínicas de aborto en el estado disminuyó en 7, pasando de 140 en 1982 a 133 en 1992.En 2017, había 65 clínicas de aborto en el estado, y más del 73% de los condados del estado no tienen una clínica de abortos. En 2014, el 20% de las mujeres del estado de entre 15 y 44 años vivían en un condado sin una clínica de abortos.En 2017, había 22 clínicas de Planned Parenthood, de las cuales 13 ofrecían servicios de aborto. En ese momento, Florida tenía 4.404.228 mujeres de entre 15 y 49 años.

## Estadísticas
En el período comprendido entre 1972 y 1974, el estado tuvo una tasa de mortalidad por abortos ilegales por millón de mujeres de 15 a 44 años de edad de entre 0,1 y 0,9.En 1990, 1.389.000 mujeres en el estado enfrentaban el riesgo de un embarazo no deseado.El mayor número de abortos inducidos legalmente por el estado en los años 2000, 2001 y 2003 ocurrió en la ciudad de Nueva York con 94.466; 91.792; y 90.820 abortos exitosos, respectivamente, seguido por Florida con 88.563; 85.589; y 88.247 respectivamente y Texas con 76.121; 77.409 y 79.166 respectivamente.En 2014, una encuesta realizada por el Pew Research Center mostró que el 56% de la población quería que el aborto siguiera siendo legal y el 38% estaba en desacuerdo con esta postura.En 2017, el estado tuvo una tasa de mortalidad infantil de 6,1 muertes por cada 1.000 nacidos vivos.
En el año siguiente a la revocación de Roe v. Wade, Florida experimentó un aumento del 48,2% en los abortos, impulsado principalmente por pacientes que viajaron desde estados con prohibiciones al aborto.
| División del censo y estado | Número  | Número  | Número  | Tasa  | Tasa  | Tasa  | % de variación entre 1992 y 1996 |
| División del censo y estado | 1992    | 1995    | 1996    | 1992  | 1995  | 1996  | % de variación entre 1992 y 1996 |
| --------------------------- | ------- | ------- | ------- | ----- | ----- | ----- | -------------------------------- |
| Atlántico Sur               | 269,200 | 261,990 | 263,600 | 25.9  | 24.6  | 24.7  | –5                               |
| Delaware                    | 5,730   | 5,790   | 4,090   | 35.2  | 34.4  | 24.1  | –32                              |
| Distrito de Columbia        | 21,320  | 21,090  | 20,790  | 138.4 | 151.7 | 154.5 | 12                               |
| Florida                     | 84,680  | 87,500  | 94,050  | 30    | 30    | 32    | 7                                |
| Georgia                     | 39,680  | 36,940  | 37,320  | 24    | 21.2  | 21.1  | –12                              |
| Maryland                    | 31,260  | 30,520  | 31,310  | 26.4  | 25.6  | 26.3  | 0                                |
| Carolina del Norte          | 36,180  | 34,600  | 33,550  | 22.4  | 21    | 20.2  | –10                              |
| Carolina del Sur            | 12,190  | 11,020  | 9,940   | 14.2  | 12.9  | 11.6  | –19                              |
| Virginia                    | 35,020  | 31,480  | 29,940  | 22.7  | 20    | 18.9  | –16                              |
| Virginia Occidental         | 3,140   | 3,050   | 2,610   | 7.7   | 7.6   | 6.6   | –14                              |

| Ubicación                                                                                                   | Residencia | Residencia | Residencia   | Ocurrencia | Ocurrencia | Ocurrencia   | % obtenido por residentes fuera del estado | Año  | Ref    |
| --- | ---------- | ---------- | ------------ | ---------- | ---------- | ------------ | ------------------------------------------ | ---- | ------ |
| Ubicación                                                                                                   | Nro.       | Tasa^      | Proporción^^ | Nro.       | Tasa^      | Proporción^^ | % obtenido por residentes fuera del estado | Año  | Ref    |
| Florida |            |            |              | 84,680     | 30         |              |                                            | 1992 | [ 71 ] |
| Florida |            |            |              | 87,500     | 30         |              |                                            | 1995 | [ 71 ] |
| Florida |            |            |              | 94,050     | 32         |              |                                            | 1996 | [ 71 ] |
| Florida | --         | --         | --           | 72,107     | 19.6       | 328          | --                                         | 2014 | [ 72 ] |
| Florida | --         | --         | --           | 69,770     | 18.5       | 310          | --                                         | 2016 | [ 73 ] |
| ^número de abortos por cada 1.000 mujeres de 15 a 44 años; ^^número de abortos por cada 1.000 nacidos vivos |            |            |              |            |            |              |                                            |      |        |

## Procesos judiciales relacionados con el aborto
En febrero de 2009, la Junta Médica de Florida revocó la licencia del Dr. Pierre Jean-Jacques Renelique. El fiscal de Florida también llevó a cabo una investigación penal en su contra por un incidente ocurrido en 2006 en el que se alegó que una adolescente dio a luz durante un procedimiento de aborto y que el personal de su clínica desechó al bebé en una bolsa de basura en un intento de encubrir los hechos.

## Puntos de vista y actividades en favor del derecho al aborto

### Protestas
#StopTheBans se creó en respuesta a la aprobación de leyes en seis estados a principios de 2019 que prácticamente ilegalizarían por completo el aborto. Los defensores de los derechos reproductivos querían protestar contra esta actividad mientras otras legislaturas estatales comenzaban a considerar prohibiciones similares como parte de un intento de revocar el caso Roe v. Wade. Al menos una protesta como parte de #StopTheBans tuvo lugar en el estado.La Corte Suprema revocó el caso Roe v. Wade en Dobbs v. Jackson Women's Health Organization, 597 U.S.  (2022) más tarde en 2022.
El 10 de junio de 2022, una sinagoga de Boynton Beach presentó una demanda contra el estado de Florida por su prohibición del aborto a las 15 semanas, afirmando que la prohibición violaba la libertad religiosa de los judíos.
Tras la revocación de Roe v. Wade el 24 de junio de 2022, se llevaron a cabo protestas por el derecho al aborto frente al Capitolio del Estado de Florida en Tallahassee,El barrio Wynwood de Miami,Tampa y San Petersburgo.
En Tallahassee, en marzo y abril de 2023, se realizaron varias protestas por el derecho al aborto en el Capitolio del Estado de Florida en oposición a la propuesta de prohibir el aborto a las seis semanas.El 3 de abril, 13 manifestantes a favor del derecho al aborto, incluidos dos senadores estatales, fueron arrestados tras una protesta pacífica frente al Ayuntamiento de Tallahassee,El 3 de mayo, 14 personas fueron arrestadas luego de una sentada en la oficina de Ron DeSantis para protestar contra la prohibición del aborto a las seis semanas de embarazo en Florida, la legislación anti-LGBTQ y la legislación antiinmigrante.

### Enmienda 4
Para diciembre de 2023, Floridians Protecting Freedom había reunido más de 1 millón de firmas para su petición de incluir el derecho al aborto en la boleta electoral de las elecciones de noviembre de 2024.
El 13 de abril de 2024, más de 1.000 manifestantes a favor del derecho al aborto se congregaron y marcharon en Orlando, Florida, para iniciar la campaña en apoyo de la Enmienda 4 de Florida de 2024.
En agosto de 2024, expresidente y residente de Florida, Donald Trump dijo: "Voy a votar que necesitamos más de seis semanas", aunque al día siguiente anunció que votaría en contra de la enmienda.

#### Cronología del movimiento "Sí a la 4"

##### 2021
- Origen: El movimiento "Sí a la 4" surge como respuesta a las crecientes restricciones a los derechos reproductivos en Florida. Los activistas deciden proponer una enmienda constitucional para proteger estos derechos.[91]

##### 2022
- Recopilación de apoyo:
  - Los activistas comienzan a recolectar firmas para incluir la enmienda en la boleta electoral. Se asocian con varias organizaciones de salud reproductiva y grupos comunitarios.
  - Eventos públicos: Se realizan manifestaciones y sesiones informativas para educar a los votantes sobre la importancia de proteger los derechos reproductivos.

##### 2023
- Envío de firma:
  - Enero: El movimiento presenta suficientes firmas para calificar para las elecciones de noviembre. Necesitan una cierta cantidad de firmas verificadas de votantes registrados.
- Apoyo público:
  - Encuestas: Las encuestas muestran que la mayoría de los floridanos apoyan la enmienda. Muchas personas expresan preocupación por las leyes recientes que limitan el acceso al aborto.

##### 2024
- La campaña se intensifica:
  - Primavera-verano: La campaña se intensifica, con anuncios, alcance comunitario y respaldo de figuras y organizaciones influyentes en el campo de la salud reproductiva.
- Día de elección:
  - 5 de noviembre: La enmienda se somete a votación y los votantes tienen la oportunidad de decidir sobre ella. La campaña espera movilizar a los votantes para que apoyen los derechos reproductivos.

#### Objetivos del movimiento "Sí a la 4"
- Proteger los derechos reproductivos: El objetivo principal es garantizar que las personas puedan tomar decisiones personales sobre su salud reproductiva, incluido el derecho a acceder al aborto sin restricciones excesivas.

Derechos seguros en la Constitución: Al aprobar esta enmienda, el movimiento quiere asegurarse de que los derechos reproductivos estén protegidos a nivel estatal, evitando que futuras leyes los eliminen.

#### Desafíos jurídicos relacionados con la enmienda 4
La fiscal general de Florida, la republicana Ashley Moody, se ha opuesto a la iniciativa de referéndum desde octubre de 2023, cuando pidió a la Corte Suprema de Florida que analizara la iniciativa de referéndum. En noviembre de 2023, Moody instó a la Corte Suprema de Florida a bloquear la iniciativa de referéndum, ya que cuestionó la definición de "viabilidad" y argumentó que la iniciativa de referéndum "colocará bombas de tiempo que permitirán a los defensores del aborto argumentar más tarde que la enmienda tiene un significado mucho más amplio de lo que los votantes jamás habrían pensado".
En abril de 2024, la Corte Suprema de Florida aprobó que la Enmienda 4 de Florida se incluyera en la boleta electoral para su votación en noviembre de 2024, porque cumplía adecuadamente con los requisitos establecidos. A pesar de que la fiscal general de Florida, Ashley Moody, argumentó que parte del lenguaje era engañoso, la Corte Suprema de Florida dictaminó en cambio que "no se puede decir que el resumen de la boleta electoral engañe a los votantes con respecto al texto real de la enmienda propuesta". La Corte Suprema de Florida afirmó además que "el alcance general de esta enmienda propuesta es obvio en el lenguaje del resumen. Negar esto requiere huir de la realidad", al tiempo que dictaminó que "no hay base para concluir que la enmienda propuesta es aparentemente inválida bajo la Constitución de los Estados Unidos".
En octubre de 2024, el Departamento de Salud de Florida envió avisos de cese y desistimiento a las estaciones de televisión exigiendo la retractación de un anuncio de campaña para la Enmienda 4, alegando que contenía declaraciones falsas sobre la disponibilidad de abortos para proteger la salud de la paciente según la ley estatal actual.El anuncio continuó afirmando que "amenaza o perjudica" la salud de los residentes de Florida al alentarlos a retrasar su aborto o intentar uno fuera del estado, por lo que constituye una "molestia sanitaria" punible como delito menor penal según la ley estatal. La amenaza fue criticada por Floridians Protecting Freedom, la organización que produjo el anuncio, que afirmó que era una "acción estatal inconstitucional" y "un ejemplo clásico de coerción gubernamental que viola la Primera Enmienda". La presidenta de la FCC, Jessica Rosenworcel, también respondió, afirmando que "las amenazas contra las estaciones de radiodifusión por emitir contenido que entra en conflicto con las opiniones del gobierno son peligrosas y socavan el principio fundamental de la libertad de expresión".El 16 de octubre, la organización Floridians Protecting Freedom presentó una demanda en el Tribunal de Distrito de los Estados Unidos para el Distrito Norte de Florida, con el objetivo de impedir que el estado cumpla su amenaza de presentar cargos penales contra las estaciones. La demanda incluye al director general de servicios de salud del estado, Joseph Ladapo, y a su exasesor general, John Wilson.Ese mismo día, los opositores a la enmienda presentaron una demanda en el Noveno Circuito Judicial de Florida para invalidar la enmienda, basándose en un informe de la administración de DeSantis publicado la semana anterior que afirmaba que no había suficientes firmas válidas; la fecha límite para impugnar las firmas había pasado hacía mucho tiempo.En ese momento, las encuestas indicaban que más floridanos apoyaban la enmienda que los que se oponían a ella.El 17 de octubre, el juez principal del Distrito Norte, Mark Walker, emitió una orden de restricción de 12 días que ordenaba a Ladapo que dejara de intimidar a las estaciones locales que estaban transmitiendo el anuncio. Walker escribió: "Para que el Estado de Florida lo entienda de manera sencilla: es la Primera Enmienda, estúpido".

## Opiniones y actividades contra el aborto

### Actividades
En Estados Unidos, algunos estados emiten matrículas especiales con un tema antiabortista. Choose Life, un grupo de defensa fundado en 1997, logró obtener una placa antiabortista para automóviles en Florida. Posteriormente, la organización ha estado ayudando activamente a grupos de otros estados a buscar matrículas con el lema "Choose Life".
El 22 de agosto de 2022, una clínica en Jacksonville notificó al FBI después de que 165 manifestantes antiabortistas bloquearon la entrada a su clínica en violación de la Ley FACE.

### Violencia
En 1982 se produjo un aumento de los ataques a clínicas de aborto en Estados Unidos, con al menos cuatro ataques incendiarios y un atentado con bomba. Uno de ellos se produjo en Illinois y otro en Virginia, y dos en Florida. Estos cinco ataques causaron daños por más de 1,1 millones de dólares.El 25 de diciembre de 1984, una clínica de abortos y dos consultorios médicos en Pensacola, Florida, fueron bombardeados en la madrugada del día de Navidad por un cuarteto de jóvenes, Matt Goldsby, Jimmy Simmons, Kathy Simmons y Kaye Wigginn, quienes más tarde llamaron a los atentados "un regalo a Jesús en su cumpleaños".Los terroristas fueron capturados, condenados y finalmente cumplieron condena en prisión por el atentado.
El 26 de marzo de 1986, seis activistas antiabortistas, entre ellos John Burt y Joan Andrews, fueron arrestados después de invadir una clínica de abortos en Pensacola, Florida, causando daños a la propiedad y hiriendo a dos mujeres (una gerente de la clínica y un miembro del capítulo local de NOW). Burt fue declarado culpable de intento de robo en un edificio ocupado, asalto, agresión física y resistencia al arresto sin violencia y fue sentenciado a 141 días ya cumplidos en prisión y cuatro años de libertad condicional. Su hija de 18 años, Sarah Burt, que también participó en la invasión, fue sentenciada a 15 días de prisión (con crédito por dos días ya cumplidos) y tres años de libertad condicional. Andrews se negó a prometer que no llevaría a cabo tales acciones en el futuro y fue condenado por robo, daños a la propiedad y resistencia al arresto sin violencia. Fue sentenciada a cinco años de prisión, que pasó en gran parte en aislamiento autoimpuesto, negándose a un colchón y a toda atención médica.
Entre 1993 y 2015, 11 personas fueron asesinadas en clínicas de aborto estadounidenses. El 10 de marzo de 1993, el Dr. David Gunn de Pensacola, Florida, fue asesinado a tiros durante una protesta. Había sido objeto de carteles de búsqueda distribuidos por Operation Rescue en el verano de 1992. Michael F. Griffin fue declarado culpable del asesinato de Gunn y fue sentenciado a cadena perpetua. Gunn fue el primer médico en los Estados Unidos en ser asesinado por activistas antiabortistas.
El 29 de julio de 1994, el Dr. John Britton y James Barrett, un acompañante de la clínica, fueron asesinados a tiros fuera del Centro de Damas en Pensacola. June Barrett resultó herida en el tiroteo. Paul Jennings Hill fue acusado de los asesinatos, recibió una sentencia de muerte y fue ejecutado el 3 de septiembre de 2003. La clínica en Pensacola fue bombardeada en 1984 y también en 2012. Paul Jennings Hill dijo sobre su condena: "Creo que a corto y largo plazo, cada vez más personas actuarán según los principios que defiendo. [...] Estoy dispuesto y me siento muy honrado de que lo más probable es que me maten por lo que hice".
En 1998, hubo seis ataques incendiarios, cuatro atentados con bombas, un asesinato y 19 ataques con ácido en clínicas de aborto en los Estados Unidos. Los ataques con ácido butírico tuvieron lugar entre mayo y julio en Florida, Luisiana y Texas. Un ataque tuvo lugar en una clínica de abortos en Miami, Florida, el 16 de mayo de 1998. Unos días después, el 21 de mayo de 1998, tres personas resultaron heridas cuando se vertió ácido en las entradas de cinco clínicas de aborto en Miami. El 4 de julio de 2005, una clínica en West Palm Beach, Florida, fue el objetivo de un probable incendio provocado.
El 1 de enero de 2012, Bobby Joe Rogers, de 41 años, lanzó una bomba incendiaria contra la Clínica Estadounidense de Planificación Familiar en Pensacola, Florida, con un cóctel molotov; el fuego destruyó el edificio. Rogers dijo a los investigadores que estaba motivado a cometer el crimen por su oposición al aborto y que lo que motivó más directamente el acto fue ver a una paciente entrar en la clínica durante una de las frecuentes protestas contra el aborto allí. La clínica había sido bombardeada previamente en Navidad en 1984 y fue el lugar del asesinato del Dr. John Britton y James Barrett en 1994.El Ejército de Dios publicó una "Declaración de Acción Defensiva" firmada por más de dos docenas de partidarios de Hill, diciendo que "cualquier fuerza que sea legítima para defender la vida de un niño nacido es legítima para defender la vida de un niño no nacido... si de hecho Paul Hill mató o hirió al proveedor de servicios de aborto John Britton y a los asistentes de la clínica James Barrett y la Sra. Barrett, sus acciones están moralmente justificadas si fueron necesarias para el propósito de defender la vida humana inocente".La organización acepta su descripción como terrorista.
El 10 de octubre de 2020, un hombre arrojó múltiples cócteles molotov en una clínica de Planned Parenthood en Fort Myers, Florida. Más tarde fue declarado culpable de incendio provocado, uso de un dispositivo incendiario y daños a la propiedad, sentenciado a un año de prisión y siete años de libertad condicional.